# パルミジャーナ

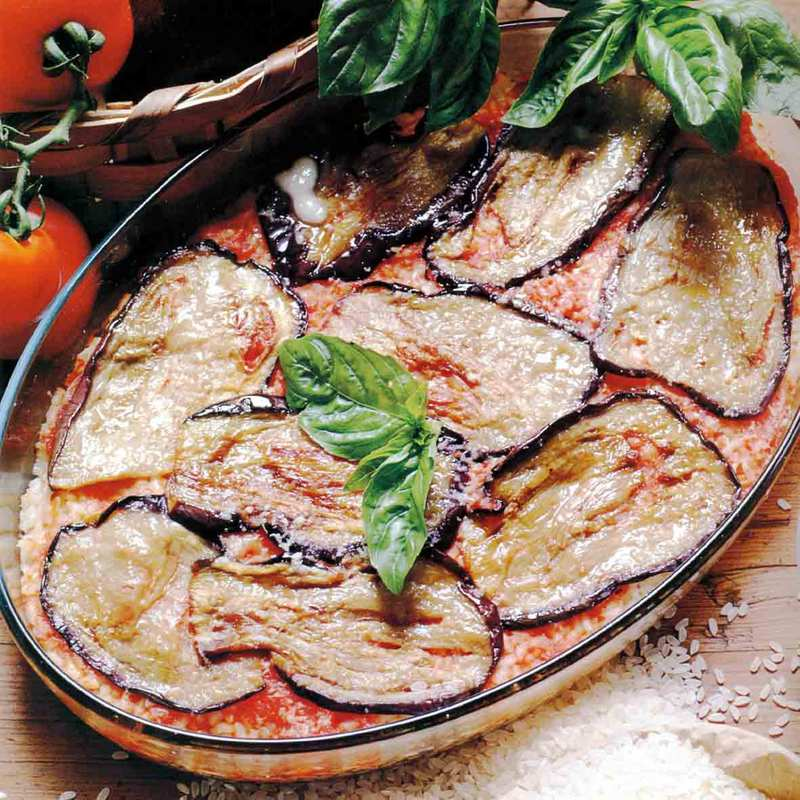
メランザーネ・アッラ・パルミジャーナ

パルミジャーナ（イタリア語: Parmigiana）、パルミジャーナ・ディ・メランザーネ（parmigiana di melanzane）、メランザーネ・アッラ・パルミジャーナ（melanzane alla parmigiana）、パルミジャーノ・メランザーネ、ナスのパルマ風グラタン、パルマ風ナス、ナスとトマトソースの重ね焼きはナスを使ったイタリア料理。
南イタリア全般で食べられている料理である。

## 概要
「メランザーネ」はイタリア語で野菜の「ナス」を表し、「パルミジャーナ」は「パルマ風」「パルマ人風」の意で「野菜を層にした料理」の意味合いとなる。また、チーズのパルミジャーノ・レッジャーノを多量に使うことも由来となっている。ただし、由来、語源についてはこれ以外にも諸説あり、真偽は定かではない。
薄切りもしくはスライスしたナスを揚げ、トマトソース、チーズ、バジルを層状に乗せて焼いた料理である。
材料としてナスを用いたパルミジャーナが発祥当時の調理法とされている。料理がどのように誕生したのかは不明であるが（ムサカを参照）、カンパニア州南部やシチリア島発祥の説と、パルマ県北部発祥の説が存在する。
ナスのパルミジャーナの他にも、鶏肉や仔牛肉、カツレツや野菜を材料として使用することがある。

## 調理法
用意した材料をスライスしてオリーブオイルで炒めた後、トマトソース、チーズを上から層状に載せてオーブンで焼く。材料によっては、炒める前に溶き卵をくぐらせて小麦粉をつける、もしくはパン粉をまぶすことがある。チーズは、パルミジャーノ・レッジャーノのようなハードチーズを用いることもあれば、モッツァレラのような柔らかいチーズを組み合わせて使用することもある。

## バリエーション
仔牛肉や鶏肉のカツレツを用いたパルミジャーナはイタリア移民の多い国では一般的な料理となっている。
アメリカ合衆国やカナダでは、仔牛肉や鶏肉のパルミジャーナは前菜として供されることが多く、時にサブマリン・サンドウィッチとして供されることもある。また、パスタの添え物もしくは一部として使用されることも多い。みじん切りにした玉ねぎやピーマンをソテーもしくは生で添えて供されることもある。仔牛肉のパルミジャーナはイタリア人の間では「コトレッテ・アッラ・ボロニェーゼ（Cotolette alla Bolognese）」として知られている。
仔牛肉もしくは鶏肉のパルミジャーナはオーストラリアやアルゼンチンで一般的な料理であり、どちらの国においてもポテトフライやサラダと共に供される。オーストラリアでは、スライスしたハムやスライスして揚げたナスを含めトッピングにも様々な種類がある。オーストラリアでは、パルミジャーナは通常「パーミー（parmy）」もしくは「パーマ（parma）」と呼ばれることが多い。
アルゼンチンを含む南米の国々では、仔牛肉や鶏肉のパルミジャーナの上にハムを載せ、フレンチフライとともに供される。この料理はmilanesa a la napolitanaとして知られている。この料理に目玉焼きをトッピングすると、súper milanesaもしくはsuprema napolitanaと呼ばれる。この料理は1940年代にブエノスアイレスにあったナポリ料理レストランが発祥である。（Milanesa napolitanaも参照。）
類似の料理として豚肉や鶏肉を用いたパーモ（parmo）があり、イギリスで一般的な料理となっている。